# Saló de la Fama
Un Saló de la Fama és una llista d'individus, assoliments o altres entitats, normalment escollides per un grup d'electors, que denota la seva excel·lència o fama dins el seu camp, com ara l'esport o la música. En alguns casos, els salons de la fama consisteixen en sales o museus reals que consagren els homenatjats amb escultures, plaques i exposicions de records i informació general sobre els personatges. De vegades, les plaques dels homenatjats es pengen en una paret i el saló rep el nom de mur de la fama, o bé s'inscriuen en una vorera, cosa que es coneix com a passeig de la fama (també "passeig de les estrelles" o "avinguda de la fama"). En altres casos, el saló de la fama és més figuratiu i consta simplement d'una llista de noms de personatges destacats i els seus èxits i contribucions. Les llistes les manté una organització o comunitat i poden ser nacionals, estatals, locals o privades.
Aquesta mena d'homenatges són especialment habituals al món anglosaxó, on reben els noms de "Hall of fame", abreujat "HOF" (saló de la fama), "Wall of fame" (mur de la fama) i "Walk of fame" (passeig de la fama). Als països francòfons, s'anomenen "Temple de la renommée" o "Panthéon" (per la similitud de concepte amb els panteons clàssics).
En anglès, els membres dels salons de la fama s'anomenen hall of fame inductees (on "inductees" val per "incorporats", "membres").

## Etimologia

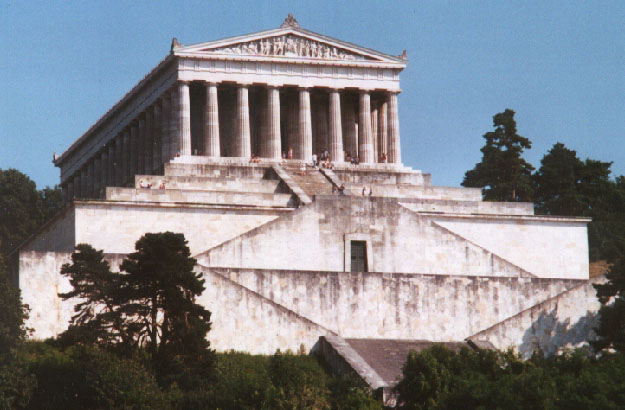
El Walhalla de Baviera, acabat el 1842

El terme "saló de la fama" va aparèixer per primera vegada en alemany (ruhmeshalle), amb motiu de la construcció del Ruhmeshalle a Munic el 1853. Anteriorment hi havia el Walhalla de Baviera, concebut el 1807 i construït entre 1830 i 1842. Inspirat en el Ruhmeshalle, el terme anglès Hall Of Fame es va popularitzar als Estats Units arran de la creació del Hall of Fame for Great Americans (Saló de la Fama dels Grans Americans), una galeria d'escultures acabada el 1900 i inaugurada oficialment el 1901. Situat al Bronx, a Nova York, es troba al campus del Bronx Community College, que fou, fins al 1973, el campus University Heights de la Universitat de Nova York.
El significat de "fama" ha anat canviant al llarg dels anys. Originalment significava "renom" per assoliment, a diferència del significat més comú actualment de "celebritat".

## Llista de Salons de la Fama
La següent és una llista incompleta dels principals salons de la fama americans i internacionals:
- Esport:
  - AMA Motorcycle Hall of Fame (Saló de la Fama de la Motocicleta de l'AMA)
  - FIBA Hall of Fame (Saló de la Fama de la FIBA)
  - International Motorsports Hall of Fame
  - International Tennis Hall of Fame
  - MotoGP Hall of Fame (Saló de la Fama de MotoGP)
  - Motorsports Hall of Fame of America
  - Naismith Memorial Basketball Hall of Fame (Saló de la Fama del bàsquet)
  - National Baseball Hall of Fame (Saló de la Fama del Beisbol)
  - Off-Road Motorsports Hall of Fame
  - WWE Hall of Fame
  - Saló de la Fama del bàsquet grec
  - Saló de la fama del futbol italià

- Altres camps:
  - Country Music Hall of Fame
  - Hall of Fame for Great Americans
  - National Aviation Hall of Fame
  - National Women's Hall of Fame
  - Rock and Roll Hall of Fame
  - Songwriters Hall of Fame (Saló de la Fama dels Compositors)
  - UK Music Hall of Fame